# Селотыкорт
Селотыкорт (чечен. СиелиетӀа?) — горная вершина в Ачхой-Мартановском районе Чеченской Республики.

## Общие сведения
Высота над уровнем моря составляет 2102 метра, 2101 метра, 2112,8 метра. Находится в верховьях реки Осухи, восточнее развалин аула Орзумие-кхелли.

## Этимология
По мнению А. Сулейманова и А. Твёрдого в основе оронима имя языческого бога Сиелы; на вершине Селотыкорт проводились праздники и обряды, посвящённые божеству. С чеченского корта - «вершина», - «гора Сиелы».